# Кубок Украины по футболу 2012/2013
Кубок Украины по футболу 2012—2013 (укр. Кубок України з футболу 2012—2013, официальное название — Датагруп Кубок Украины по футболу) — 22-й розыгрыш кубка Украины, проводился с 25 июля 2012 года по 22 мая 2013 года.
Титул защитил донецкий «Шахтёр».

## Участники
В этом розыгрыше Кубка участвовали 55 команд чемпионата, а также финалисты Кубка Украины среди любителей 2011
| Клубы Премьер-лиги: - «Арсенал» (Киев) - «Волынь» (Луцк) - «Ворскла» (Полтава) - «Говерла» (Ужгород) - «Динамо» (Киев) - «Днепр» (Днепропетровск) - «Заря» (Луганск) - «Ильичевец» (Мариуполь) - «Карпаты» (Львов) - «Кривбасс» (Кривой Рог) - «Металлист» (Харьков) - «Металлург» (Донецк) - «Металлург» (Запорожье) - «Таврия» (Симферополь) - «Черноморец» (Одесса) - «Шахтёр» (Донецк) | Клубы первой лиги: - «Авангард» (Краматорск) - «Арсенал» (Белая Церковь) - «Буковина» (Черновцы) - «Гелиос» (Харьков) - «Звезда» (Кировоград) - «Крымтеплица» (Молодёжное) - МФК «Николаев» (Николаев) - «Нефтяник» (Ахтырка) - «Оболонь» (Киев) - ФК «Одесса» (Одесса) - ПФК «Александрия» (Александрия) - «Олимпик» (Донецк) - ФК «Полтава» (Полтава) - ФК «Севастополь» (Севастополь) - «Сталь» (Алчевск) - ПФК «Сумы» (Сумы) - «Титан» (Армянск) | Клубы второй лиги: - «Бастион» (Ильичевск) - «Горняк» (Кривой Рог) - «Горняк-спорт» (Комсомольск) - «Десна» (Чернигов) - «Динамо» (Хмельницкий) - «Энергия» (Новая Каховка) - «Единство» (Плиски) - «Жемчужина» (Ялта) - «Кремень» (Кременчуг) - «Кристалл» (Херсон) - ФК «Львов» (Львов) - «Макеевуголь» (Макеевка) - «Мир» (Горностаевка) - «Нива» (Тернополь) - «Реал Фарм» (Южный) - СКА (Одесса) - «Скала» (Стрый) - «Славутич» (Черкассы) - «Сталь» (Днепродзержинск) - ФК «Тернополь» (Тернополь) - «УкрАгроКом» (Приютовка) - «Шахтёр» (Свердловск) Финалисты Кубка среди любительских команд: - ФК «Буча» (Буча) - «Гвардеец» (Гвардейское) |

## Первый предварительный этап
Матчи первого предварительного этапа состоялись 25 июля.
| № | Команда 1     | Команда 2      | Счет           |
| - | ------------- | -------------- | -------------- |
| 1 | «Скала»       | «Динамо» Х     | 0:1            |
| 2 | ФК «Буча»     | «УкрАгроКом»   | 1:2            |
| 3 | «Макеевуголь» | «Горняк-спорт» | 1:1 (пен. 3:5) |
| 4 | «Кремень»     | «Единство»     | 4:0            |
| 5 | «Реал Фарм»   | «Нива»         | 0:1            |
| 6 | «Сталь» Д     | «Мир»          | 3:0            |
| 7 | СКА           | «Жемчужина»    | 0:2            |
| 8 | «Кристалл»    | ФК «Тернополь» | 3:1            |

«Гвардеец» автоматически прошёл во второй этап, поскольку его соперник, «Бастион», снялся с соревнований до их начала.

## Второй предварительный этап
Матчи второго предварительного этапа состоялись 22 августа.
| Команда 1        | Команда 2         | Счет          |
| ---------------- | ----------------- | ------------- |
| «Горняк»         | «Сталь» А         | 1:3           |
| «Нива»           | «Звезда»          | 1:1 (пен.4:2) |
| ФК «Одесса»      | ФК «Полтава»      | 3:2 (д. в.)   |
| «Гелиос»         | «Олимпик»         | 3:0           |
| «Кристалл»       | «Крымтеплица»     | 0:1           |
| ФК «Севастополь» | «Буковина»        | 1:0           |
| «Оболонь»        | «Арсенал» БЦ      | 2:0           |
| «Жемчужина»      | «Титан»           | 2:2 (пен.4:2) |
| «Шахтер» С       | ПФК «Александрия» | 2:1 (д. в.)   |
| «Гвардеец»       | «УкрАгроКом»      | 1:3           |
| «Горняк-спорт»   | «Нефтяник»        | 2:0           |
| «Динамо» Х       | «Десна»           | 0:2           |
| «Энергия»        | «Славутич»        | 0:1 (д. в.)   |
| «Авангард»       | ПФК «Сумы»        | 1:0           |
| «Кремень»        | МФК «Николаев»    | 2:1           |

«Сталь» Д автоматически проходит в 1/16 финала, поскольку её соперник, ФК «Львов», снялся с соревнований до их начала.

## 1/16 финала
В матчах 1/16 финала, кроме победителей пар второго этапа, приняли участие также 16 команд Премьер-лиги. Матчи 1/16 финала состоялись 22-23 сентября 2012 года на полях клубов, которые указаны первыми.
| Команда 1    | Счёт           | Команда 2     | Зрителей |
| ------------ | -------------- | ------------- | -------- |
| Шахтёр (Д)   | 4:1            | Динамо        | 47 571   |
| Черноморец   | 2:0            | Металлург (Д) | 16 058   |
| Сталь (А)    | 2:3 (д. в.)    | Арсенал (К)   | 4 000    |
| Севастополь  | 2:1            | Кривбасс      | 5 563    |
| Гелиос       | 0:1            | Говерла       | 1 200    |
| Авангард     | 1:1 (пен. 4:3) | Заря          | 5 000    |
| Оболонь      | 1:4            | Металлист     | 3 500    |
| Крымтеплица  | 0:2            | Карпаты       | 1 500    |
| Десна        | 1:2            | Ворскла       | 3 100    |
| Славутич     | 1:3 (д. в.)    | Волынь        | 9 500    |
| УкрАгроКом   | 1:1 (пен. 5:4) | Металлург (З) | 4 200    |
| Шахтёр (С)   | 2:1            | Одесса        | 3 000    |
| Горняк-Спорт | 0:2            | Таврия        | 2 000    |
| Кремень      | 0:2            | Нива (Т)      | 1 500    |
| Сталь (Д)    | 0:6            | Ильичёвец     | 1 000    |
| Жемчужина    | 0:1            | Днепр (Д)     | 3 700    |

Среднее число зрителей на матчах этого этапа — 7025 человек, медиана — 3600.

## 1/8 финала
Жеребьёвка 1/8 финала прошла 26 сентября в Доме футбола. Матчи 1/8 финала прошли 31 октября 2012 года на полях клубов, которые указаны первыми.
| Команда 1  | Счёт        | Команда 2   |
| ---------- | ----------- | ----------- |
| Карпаты    | 2:1 (д. в.) | Металлист   |
| УкрАгроКом | 1:2         | Черноморец  |
| Днепр (Д)  | 2:0         | Ильичёвец   |
| Ворскла    | 2:3         | Таврия      |
| Говерла    | 1:4         | Шахтёр (Д)  |
| Нива (Т)   | 0:2         | Севастополь |
| Авангард   | 0:1         | Арсенал (К) |
| Шахтёр (С) | 0:2         | Волынь      |

## 1/4 финала
Жеребьёвка 1/4 финала прошла 1 ноября в Доме футбола. Матчи 1/4 финала прошли 17 апреля 2013 года на полях клубов, которые указаны первыми.
| Команда 1   | Счёт          | Команда 2  |
| ----------- | ------------- | ---------- |
| Арсенал (К) | 1:2           | Черноморец |
| Волынь      | 0:2           | Днепр (Д)  |
| Шахтёр (Д)  | 2:1           | Карпаты    |
| Севастополь | 1:1(пен. 4:1) | Таврия     |

## Полуфинал
Жеребьёвка 1/2 финала прошла 19 апреля в Доме футбола. Матчи 1/2 финала прошли 8 мая 2013 года на полях клубов, которые указаны первыми.
| Команда 1   | Счёт | Команда 2  |
| ----------- | ---- | ---------- |
| Севастополь | 2:4  | Шахтёр (Д) |
| Черноморец  | 2:1  | Днепр (Д)  |

## Финал
Финал состоялся 22 мая 2013 года в Харькове на ОСК «Металлист».
| 22 мая 2013 19:45 UTC+3                     | \| Шахтёр \| 3:0 протокол \| Черноморец \| \| Фернандиньо 40′ · Тейшейра 53′ · Тайсон 74′ \| Голы \| \| | «Металлист» — Харьков Зрителей: 40003 Судья: Евгений Арановский (Киев) |
| Шахтёр                                      | 3:0 протокол                                                                                            | Черноморец                                                             |
| Фернандиньо 40′ · Тейшейра 53′ · Тайсон 74′ | Голы |                                                                        |

| Обладатель Кубка Украины 2012/13 |
| -------------------------------- |
| «Шахтёр» (Донецк) 9-й титул      |